# 河南职业技术学院
河南职业技术学院是位于河南省郑州市龙子湖高校园区的一个高职院校，前身为创建于1954年12月的河南省机器制造技工学校，1992年更为现名。1999年3月，经教育部批准改制为新型高等职业院校，成为100所国家示范高职院校之一。占地面积1240亩，建筑面积近50万平米。学院各类在校生1.9万余人；在职教职工761人，具有副高以上职称近300人，技师和高级技师近200人。

## 历史
- 1954年12月，河南省机器制造技工学校成立；
- 1956年，更名为河南省工人技术学校；
- 1960年，更名为河南省工业技术师范学校；
- 1961年，更名为河南省技工教育师范学校；
- 1992年，更名为河南职业技术教育学院。[1]

## 概况
- 教学仪器设备总值近1亿元
- 300余台各类金属切削机床、数控车床、铣床、加工中心和数控电火花机床等设备
- 各类图书120余万余册
- 40多辆各型号车辆
- 400亩园林花卉
- 占地100多亩的驾校实训基地
- 2个国家级实训基地：机电实训中心和汽车维修实训中心
- 8个实训中心：餐旅实训中心、环艺实训中心、信息工程实训中心、工商管理实训中心、音乐学院实训中心和学院计算机中心
- 154个各类实验实训室
- 200多家企业校外实习基地：德国工商协会、海尔集团、许继集团、郑州宇通客车股份有限公司、浙江开元旅业集团和广东三正集团等

## 院系设置
学院现有机电工程系、电气工程系、烹饪食品系、旅游管理系、信息工程系、工商管理系、环境艺术工程系、汽车工程系、音乐学院、附属技校10个系，以及基础教学部、思想政治理论教学部、继续教育学院3个教学部。开设47个专业、28个专业方向，其中国家示范重点专业4个，省级示范重点建设专业7个，省级特色专业和省级教育教学改革试点专业4个；有7门省级精品课程。

## 培训基地
学院先后被确定为
- 国家级高技能人才培训基地
- 国家职业教育数控技术实训基地
- 国家汽车运用与维修专业技能型紧缺人才培养培训基地
- 首批国家高技能人才培养示范基地
- 省级技能人才公共实训鉴定示范基地
- 河南省博士后研发基地
- 河南省高技能人才培训基地
- 海尔人才培养基地